# Plaza Pringles (Rosario)
Plaza Pringles es una plaza en la ciudad de Rosario, provincia de Santa Fe, Argentina. Su nombre es un homenaje al coronel Juan Pascual Pringles, héroe de las guerras de la independencia de América del Sur.

## Ubicación
La plaza Pringles ocupa una media manzana en la zona céntrica de Rosario, junto a la histórica sección de calle Córdoba conocida como Paseo del Siglo. Está rodeada por el Pasaje Juan Álvarez, las calles Paraguay, Córdoba y Presidente Roca. Enfrente se encuentra el pasaje de entrada a la antigua Biblioteca Argentina Dr. Juan Álvarez (la mayor biblioteca pública de Rosario).
El terreno en el que se encuentra la plaza originalmente fue comprado por el jefe político (alcalde) de Rosario Nicasio Oroño, y se convirtió en un espacio público en 1898. Ha recibido distintos nombres hasta que tuvo el de Pringles.

## Historia reciente y eventos
- Desde 1981 la plaza de caminos estrechos estuvo ocupada por un mercado de pulgas, con artesanos que ofrecían su mercancía en el suelo. Una orden municipal les obligó a trasladarse a un lugar más amplio en 2003.

- El 25 de marzo de 2005, la plaza fue escenario de la primera recreación en directo de un Vía Crucis en la ciudad.

- El 2 de diciembre de 2006, la plaza fue el escenario de la primera flashmob en Rosario (la segunda en la Argentina), que consiste en una lucha de almohadas.[1]

- La Plaza Pringles a menudo ha sido el centro de muchas manifestaciones políticas o sociales, como una protesta de los bailarines de tango en contra de la clausura de las milongas (tango bares), la recogida de firmas de ciudadanos que exigen la derogación de la Ley de Lemas, y un espectáculo tras el primer desfile del orgullo gay celebrado en la ciudad y exigiendo una ley de uniones civiles para parejas del mismo sexo.

## Galería de fotos

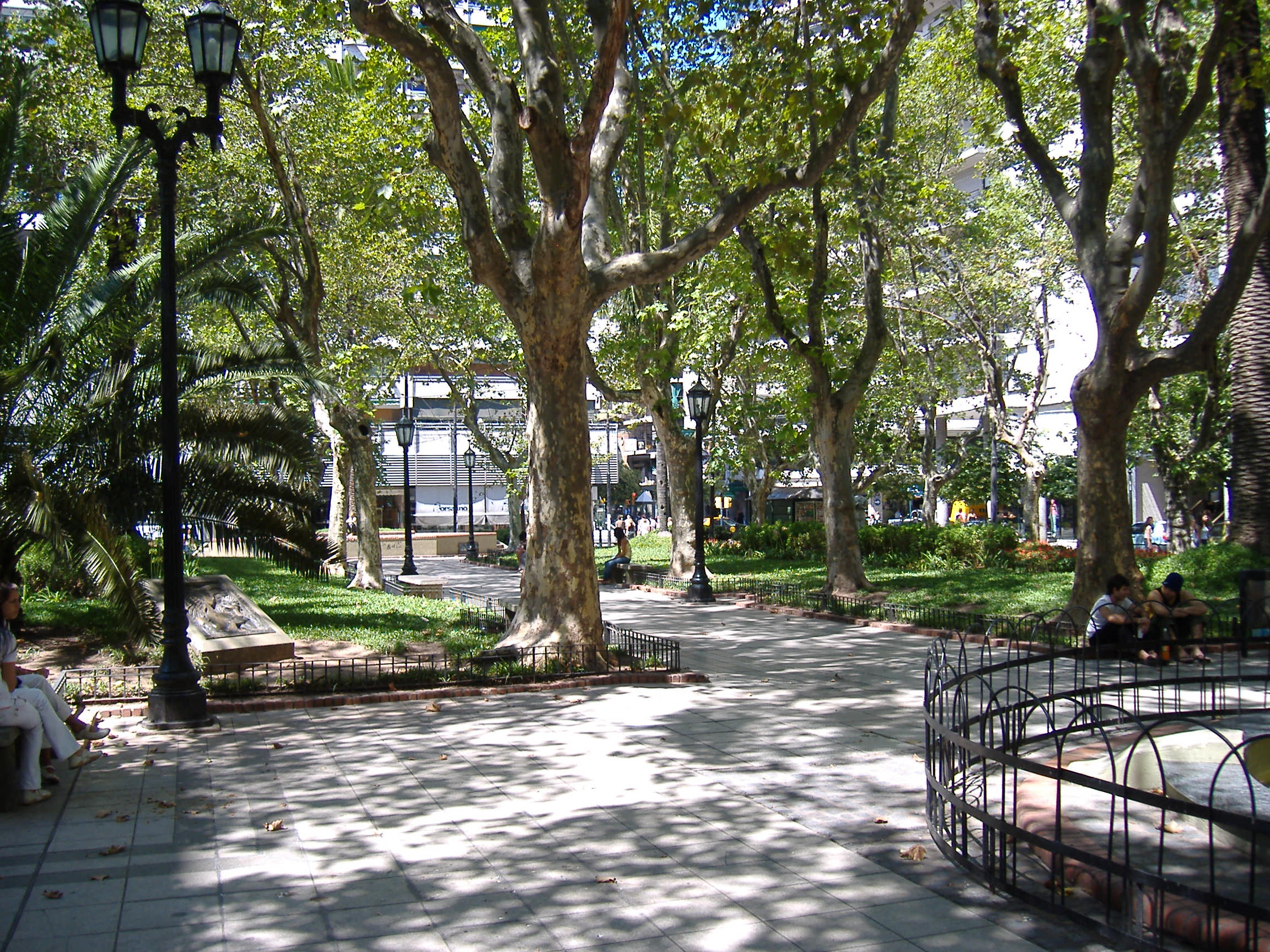
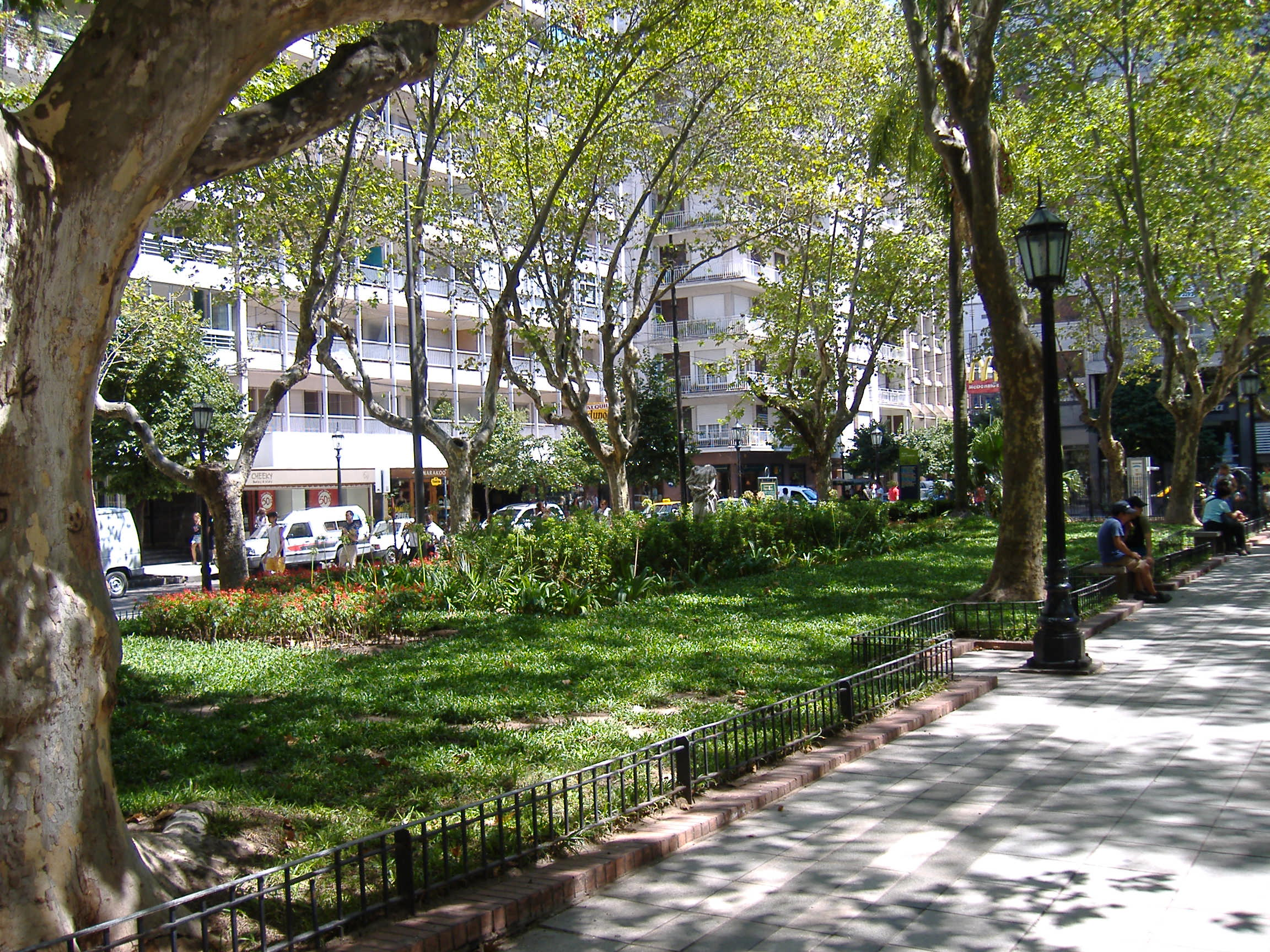
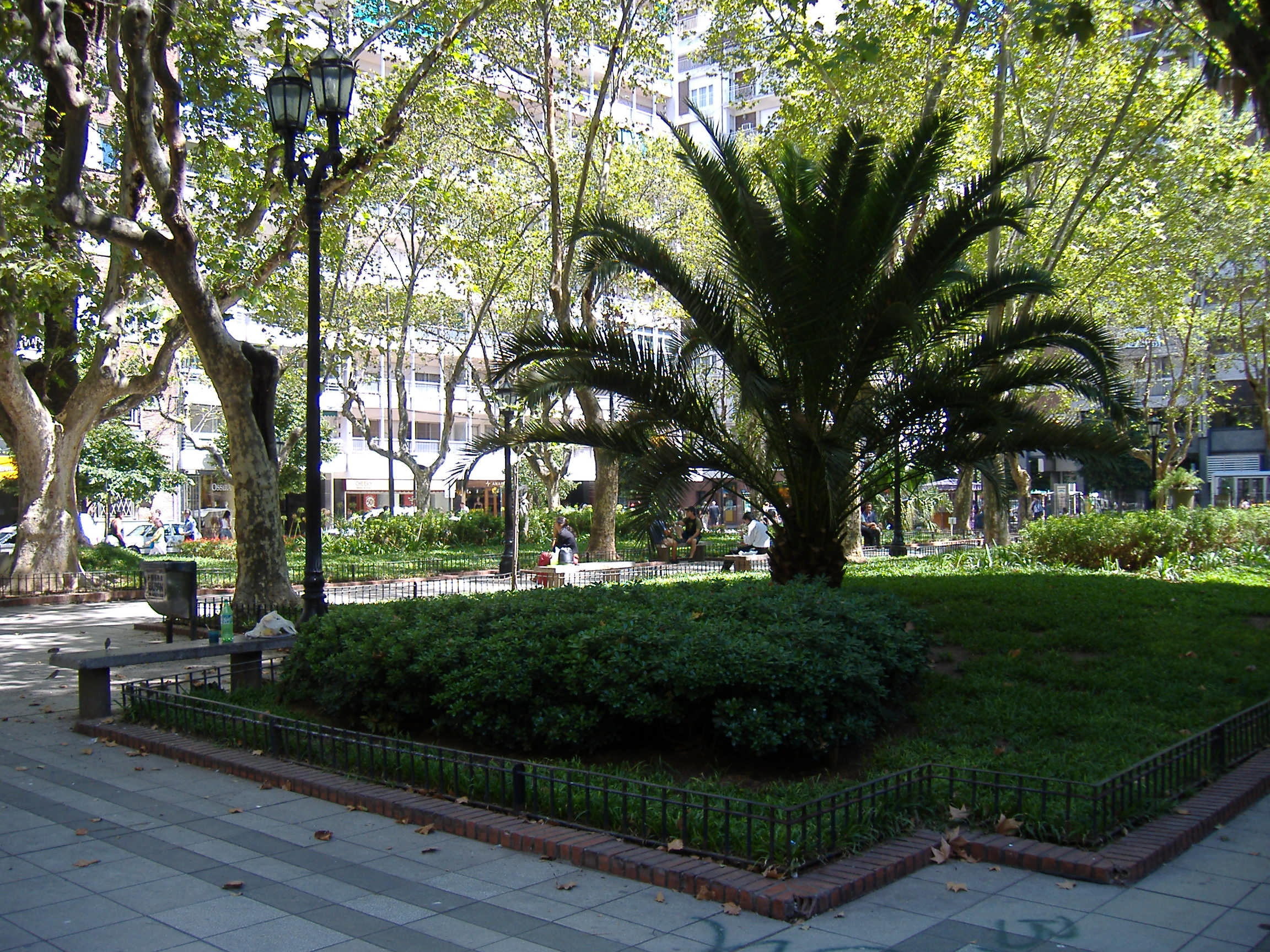